# Loglan
Loglan är ett konstgjort språk baserad på predikatlogik som började skapas 1955 av James Cooke Brown i syfte att testa den s.k. Sapir-Whorf-hypotesen om och hur språket påverkar människors sätt att tänka. Målet var att skapa ett språk så skilt från naturliga språk att människor som lärde sig och talade Loglan skulle tänka på annat sätt än normalt om hypotesen var sann. 
Loglan blev känt för en större allmänhet genom en artikel i Scientific American 1960. 
Brown grundade Loglan Institute för att utveckla språket och dess användning. Han ansåg dock det vara ett fortlöpande projekt och släppte det aldrig "fritt" till allmänheten. Detta ledde till att en grupp av hans följeslagare 1987 bröt sig loss och bildade Logical Language Group (LLG) och språket lojban efter liknande principer, med syftet att göra detta allmänt tillgängligt och få det att användas som ett riktigt språk. 